# SN 2006ln
SN 2006ln – supernowa typu Ia odkryta 11 października 2006 roku w galaktyce A231519-0033. W momencie odkrycia miała maksymalną jasność 21,30m.